# ジャングル・フィーバー (曲)
「ジャングル・フィーバー」（Jungle Fever）は、ベルギーのグループ、チャカチャス（The Chakachas）が1971年に発表した楽曲。翌1972年にヒットした。

## 概要
チャカチャスはスタジオ・ミュージシャンで結成されたベルギーのグループで、ラテン音楽を中心に1950年代後半から活動を行っていた。本作品は1971年にポリドール・レコードから発売された。
翌1972年3月25日から4月8日にかけてビルボード・Hot 100で3週連続8位を記録した。同年3月にアメリカレコード協会からゴールドディスクに認定された。全英シングルチャートでは29位を記録。1972年の年間チャートで51位を記録した。アメリカでは100万枚以上売れたという。
インストゥルメンタル曲であるが、女性の息づかいとうめき声が随所で聞こえる。そのためBBCは「ジャングル・フィーバー」を放送禁止とした。
『ブギーナイツ』（1997年）、『ネクスト・フライデー』（2000年）、『恋人はゴースト』（2005年）などの映画で使用された。